# 阿图尔·斯文松
阿图尔·斯文松（瑞典語：Artur Svensson，1901年1月16日—1984年1月20日），瑞典男子田径运动员，主攻400米和800米。他曾代表瑞典参加1924年夏季奥林匹克运动会田径比赛，获得男子4×400米接力银牌。